# Fréa
Fréa es un personaje ficticio que pertenece al legendarium creado por el escritor británico J. R. R. Tolkien y cuya breve historia es narrada en los apéndices de la novela El Señor de los Anillos. Fue el cuarto rey de Rohan, se convirtió en rey tras la muerte de su padre Aldor en el año 2645 de la Tercera Edad del Sol, cuando ya tenía 75 años. Era el cuarto hijo de su padre, habiendo tenido tres hermanas mayores.
Reinó durante catorce años, cuando murió y fue sucedido por su hijo Fréawine en 2699 T. E.